# Branka Veselinović
Pour les articles homonymes, voir Veselinović.
Branka Veselinović (serbe en écriture cyrillique : Бранка Веселиновић), née le 16 septembre 1918 à Stari Bečej (Autriche-Hongrie) et morte le 8 février 2023 à Belgrade (Serbie), est une actrice yougoslave puis serbe.
Sa carrière d'actrice, comprenant une centaine de représentations théâtrales et cinquante productions cinématographiques et télévisuelles, s'étend sur plus de 80 ans. Elle était la plus ancienne actrice vivante de Serbie, jouant toujours à l'âge de 102 ans, et est ambassadrice de l'UNICEF.

## Biographie
Branka Veselinović est née Branka Ćosić le 16 septembre 1918 à Stari Bečej en Autriche-Hongrie,,. Elle est la sixième enfant d'Aleksandar, un bibliothécaire, et de sa femme, Jovanka (née Monašević), une enseignante,. Ses parents étaient doués dans le domaine artistique et elle apprend à jouer du piano dès son plus jeune âge. Elle est également capable d'écrire des vers et de les réciter facilement. Elle a six frères et sœurs,.
Branka Veselinović parle russe, anglais, allemand, tchèque, hongrois, slovène et macédonien. Elle épouse l'acteur et traducteur Mlađa Veselinović (en) le 30 septembre 1948. Ils sont restés mariés jusqu'à la mort de celui-ci en 2012. Elle est une amie proche de la poétesse Desanka Maksimović et de l'acteur Mija Aleksić.

### Carrière
Branka Veselinović étudie l'art dramatique au Théâtre national de Belgrade de 1936 à 1938. À l'âge de 19 ans, elle se forme au Théâtre national serbe de Novi Sad, où elle fait ses débuts comme actrice de théâtre dans la pièce Charles' Aunt. Elle a acquis une réputation pour ses rôles humoristiques et satiriques. En 1940, elle s'installe à Belgrade,,,.
À partir de 1940, elle commence à se faire un nom en apparaissant dans de nombreuses représentations sur scènes dans différents théâtres de Belgrade. Entre 1940 et 1978, elle participe à plusieurs représentations au Théâtre d'art (1940-1942), au Théâtre national (1944-1947) et au Théâtre dramatique yougoslave (1947-1978), avec plus de 40 représentations sur scène dans ce dernier. Le 3 avril 1948, elle apparait dans la première représentation sur scène au Théâtre dramatique yougoslave, dans la pièce King Betajnova. Aux États-Unis, elle joue le personnage principal de la pièce en langue anglaise Mother Courage. En 1964, elle reçoit le prix Sterija (en) pour avoir joué le rôle de Gina dans Ožalošćena porodica (Famille endeuillée) de Branislav Nušić,,,. En 1970, elle apparaît dans l'adaptation cinématographique de Mel Brooks des Douze Chaises. Elle joue dans plus de 100 représentations sur scène et 50 productions cinématographiques et télévisuelles.
Branka Veselinović a eu 100 ans en septembre 2018,. Elle est la plus ancienne actrice vivante de Serbie et se produit toujours à l'âge de 102 ans,. Veselinović est une ambassadrice à vie de l'UNICEF.

### Mort
Branka Veselinović est morte le 8 février 2023 à l'âge de 104 ans,.